# Cancuc
Cancuc är en ort i Mexiko.   Den ligger i kommunen San Juan Cancuc och delstaten Chiapas, i den sydöstra delen av landet, 800 km öster om huvudstaden Mexico City. Cancuc ligger 1 302 meter över havet och antalet invånare är 4 970.
Terrängen runt Cancuc är kuperad åt sydväst, men åt nordost är den bergig. Runt Cancuc är det tätbefolkat, med 319 invånare per kvadratkilometer. Närmaste större samhälle är Pantelhó, 10,0 km norr om Cancuc. I omgivningarna runt Cancuc växer i huvudsak städsegrön lövskog.